# قعقعیه الجسر
قعقعیه الجسر (به عربی: قعقعية الجسر) یک منطقهٔ مسکونی در لبنان است که در شهرستان نبطیه واقع شده‌است.